# 아이슬란드의 재외공관 목록

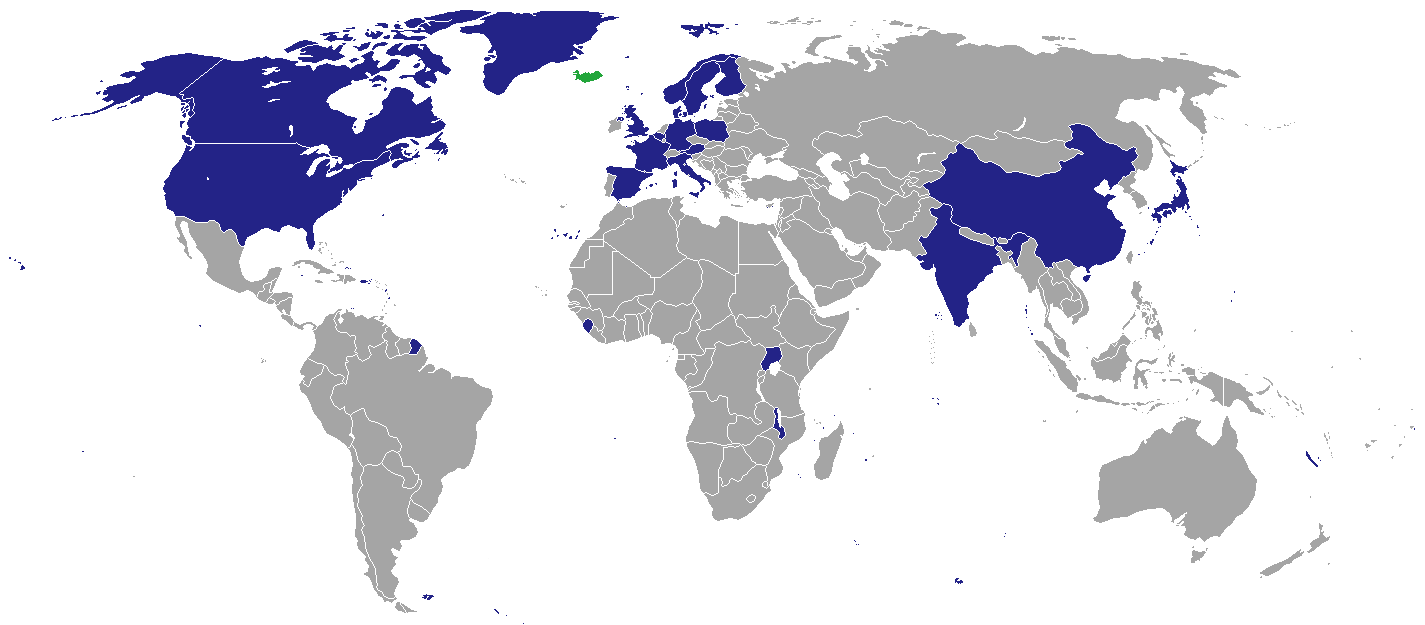
아이슬란드 주재 재외공관 목록

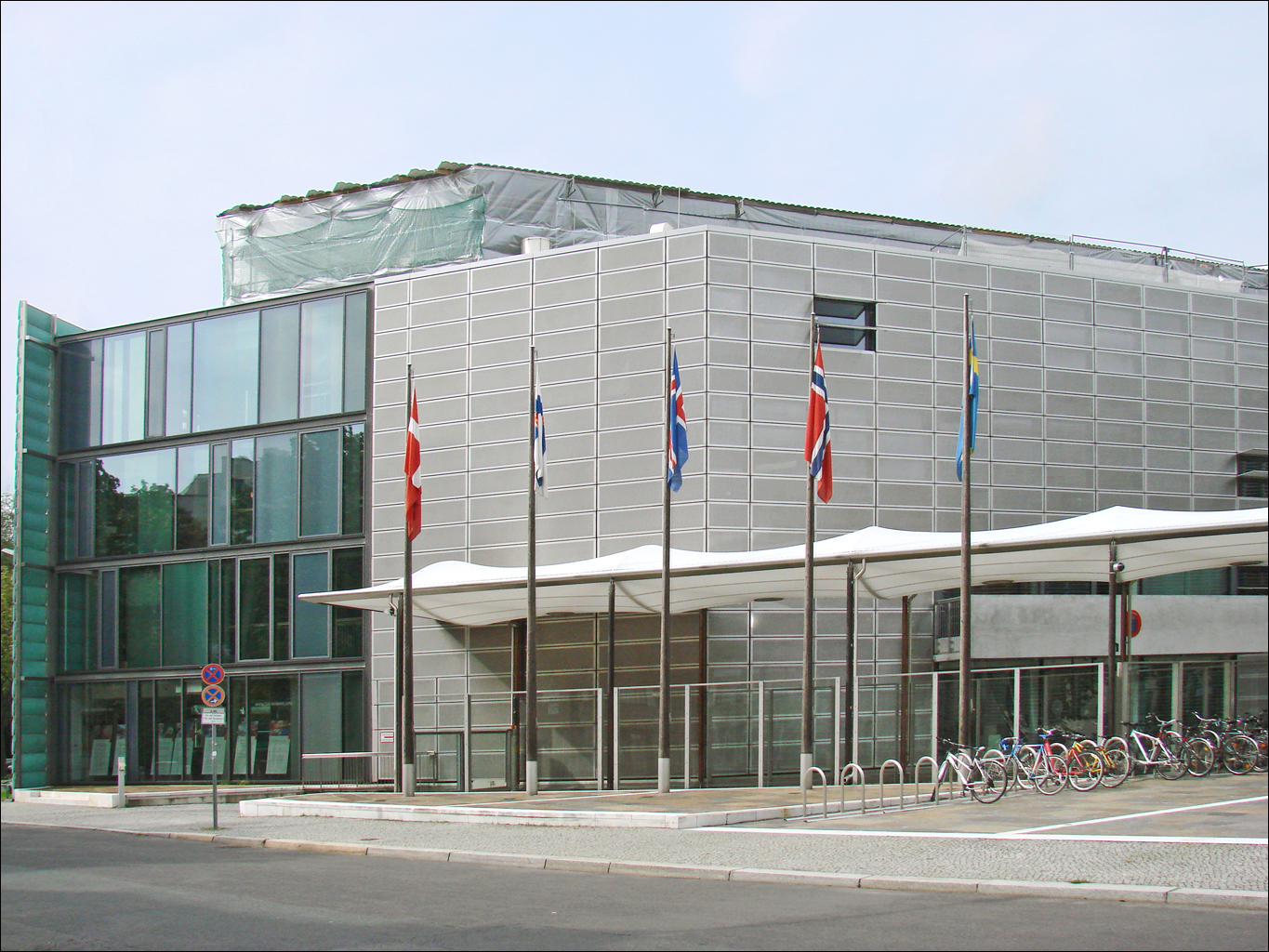
베를린 주재 아이슬란드 대사관

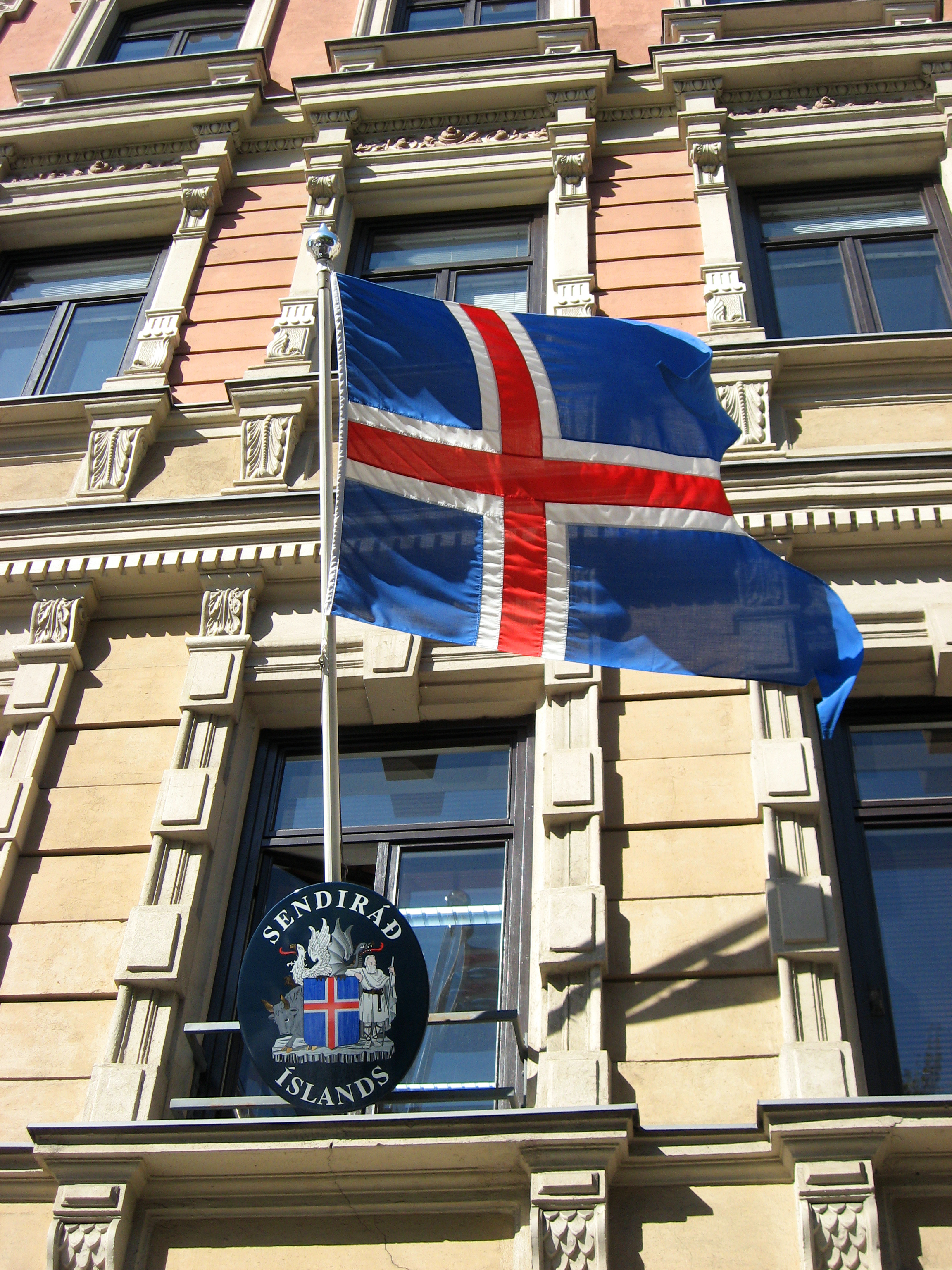
헬싱키 주재 아이슬란드 대사관

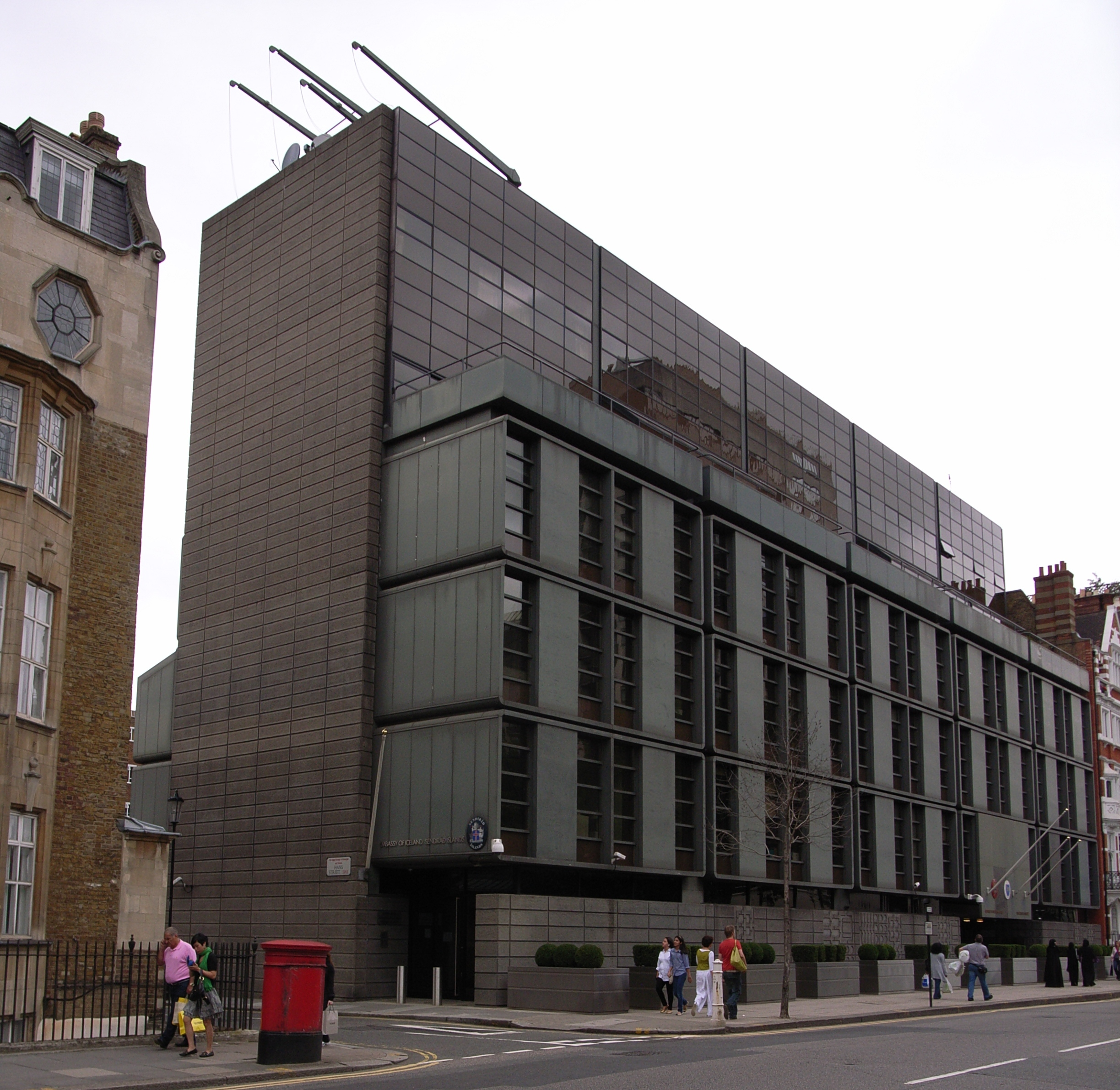
런던 주재 아이슬란드 대사관

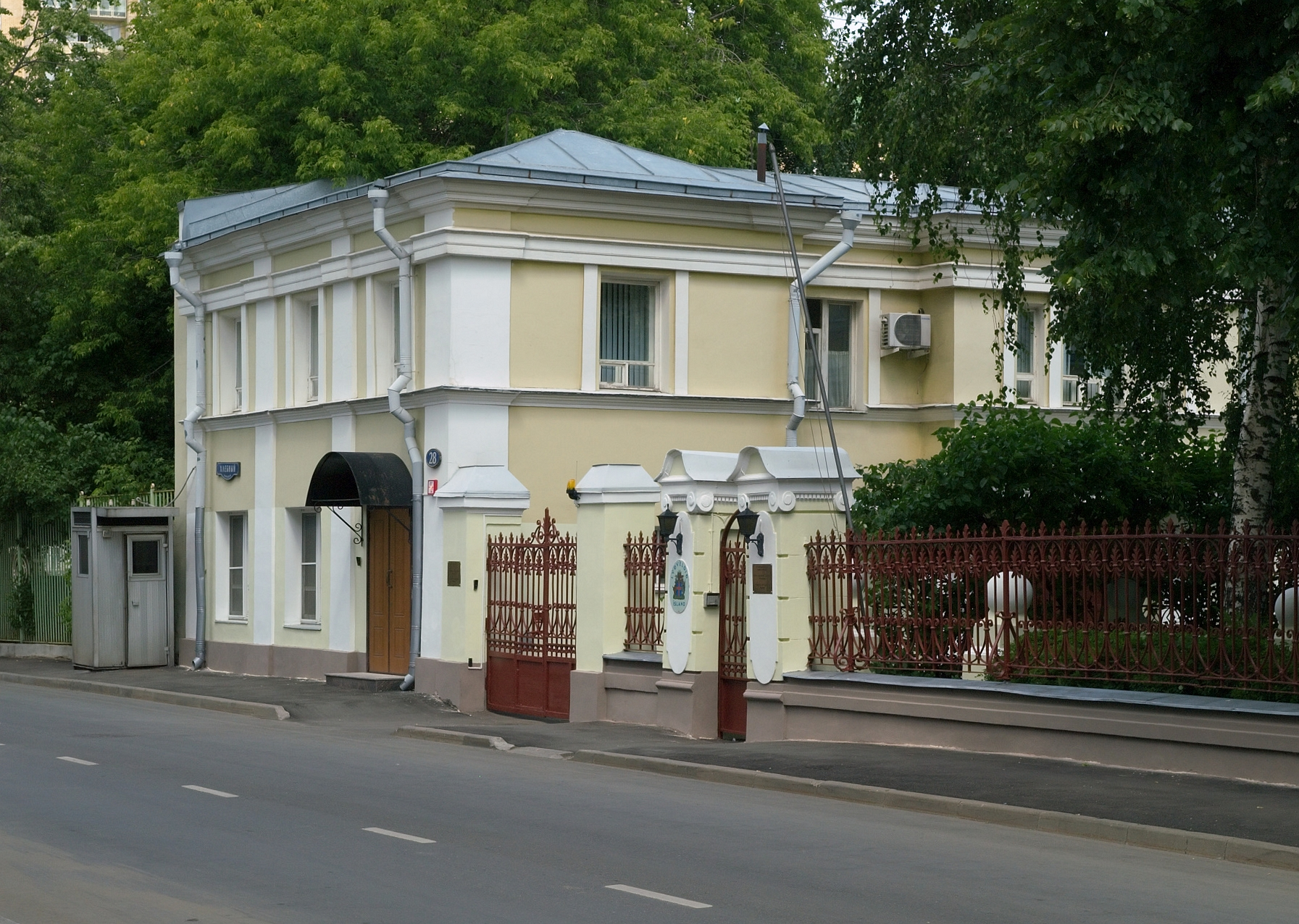
모스크바 주재 아이슬란드 대사관

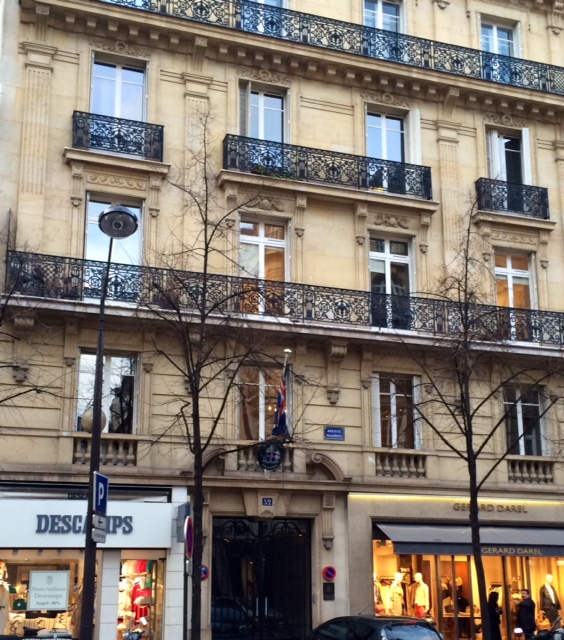
파리 주재 아이슬란드 대사관

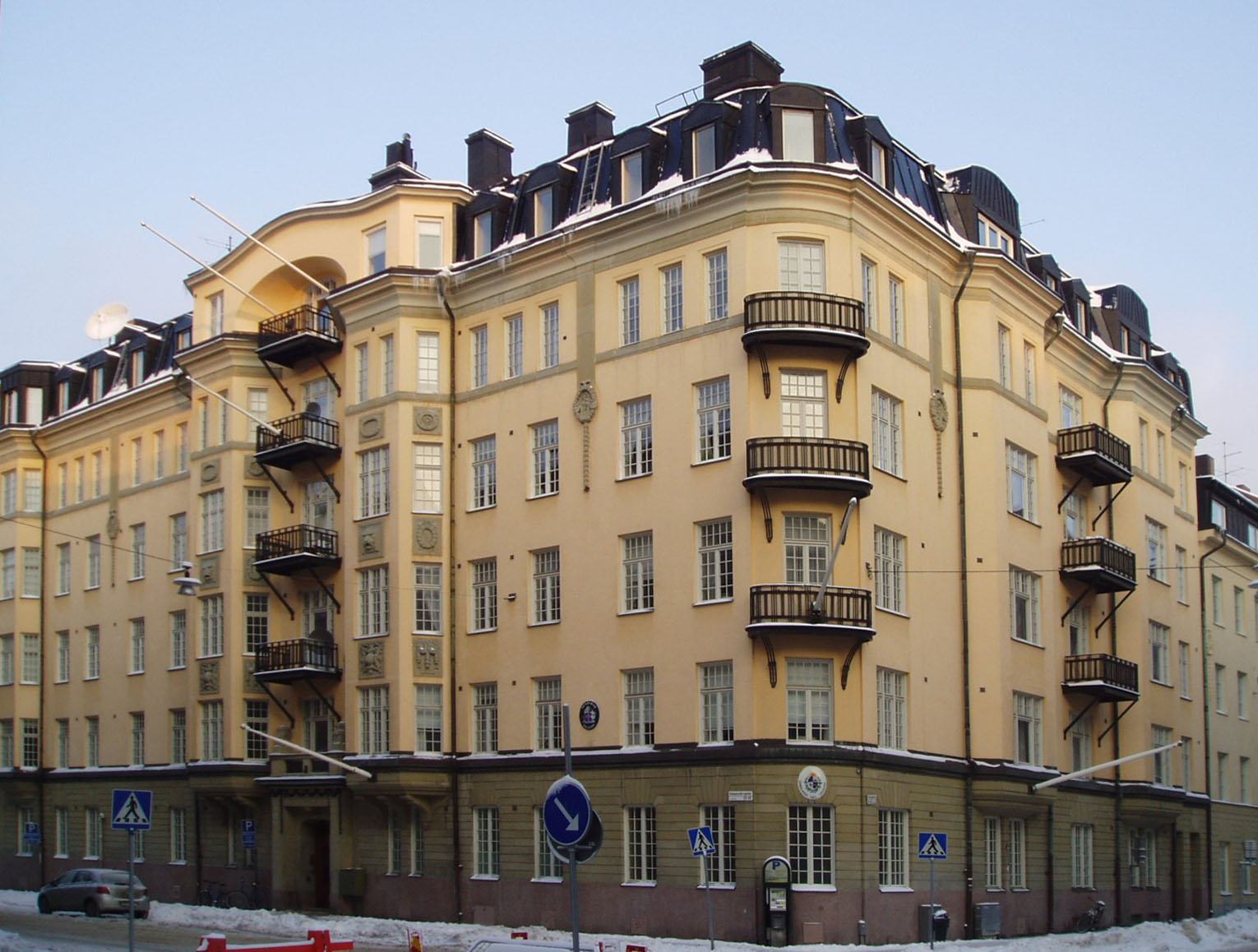
스톡홀름 주재 아이슬란드 대사관

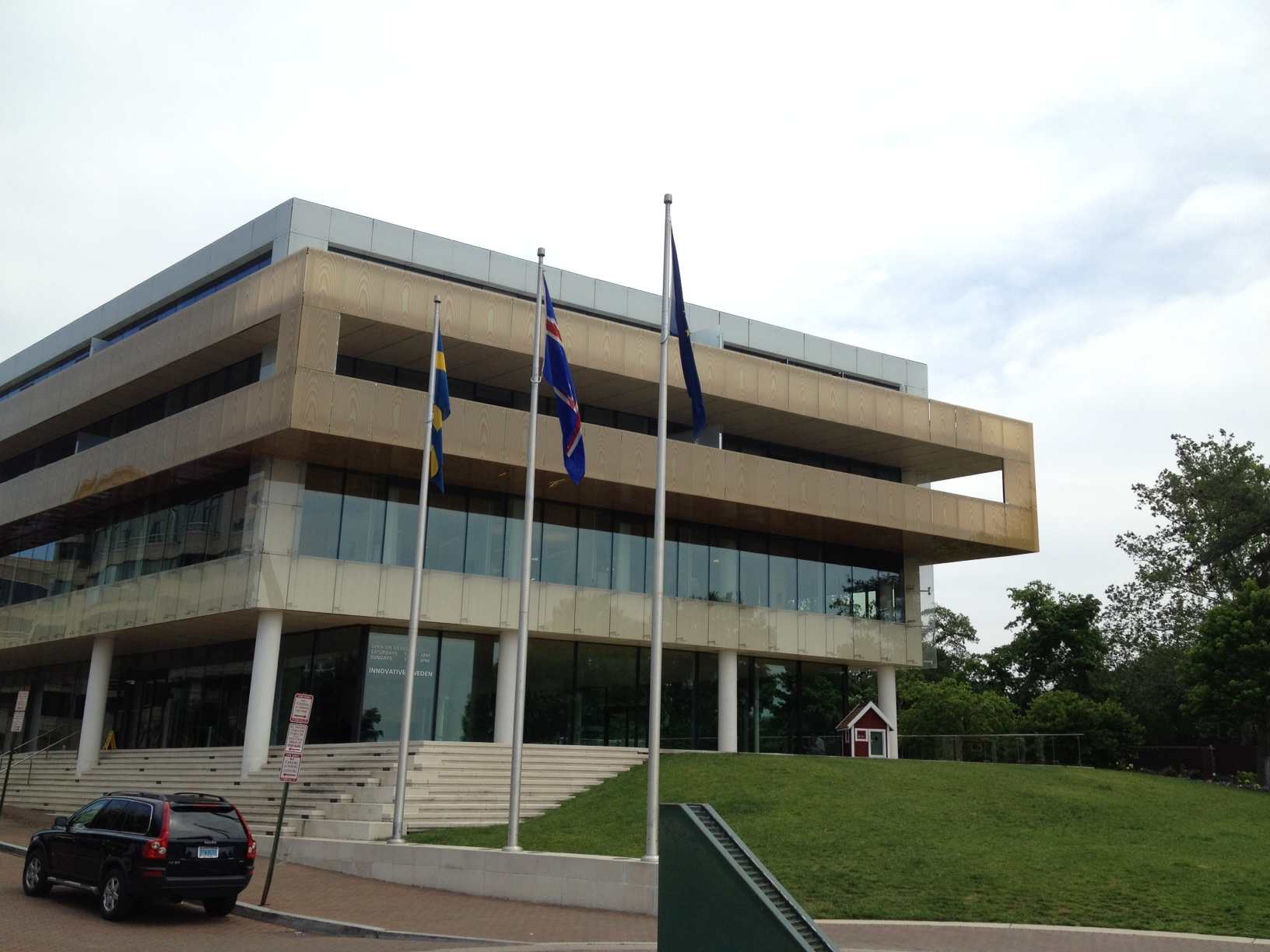
워싱턴 D.C. 주재 아이슬란드 대사관

아이슬란드의 재외공관 목록은 아이슬란드 주재 대사관을 각국에 상주시켜 놓는 것을 의미하며, 아이슬란드의 재외공관을 나열한 목록이다.

## 아프리카
- 말라위 : 릴롱궤 (대사관)
- 모잠비크 : 마푸투 (대사관)
- 우간다 : 캄팔라 (대사관)

## 아메리카
- 캐나다 : 오타와 (대사관), 위니펙 (총영사관)
- 미국 : 워싱턴 D.C. (대사관), 뉴욕 (총영사관)

## 아시아
- 중화인민공화국 : 베이징시 (대사관)
- 일본 : 도쿄도 (대사관)
- 인도 : 뉴델리 (대사관)

## 유럽
- 오스트리아 : 빈 (대사관)
- 벨기에 : 브뤼셀 (대사관)
- 덴마크 : 코펜하겐 (대사관), 누크·토르스하운 (총영사관)
- 핀란드 : 헬싱키 (대사관)
- 프랑스 : 파리 (대사관)
- 독일 : 베를린 (대사관)
- 노르웨이 : 오슬로 (대사관)
- 러시아 : 모스크바 (대사관)
- 스웨덴 : 스톡홀름 (대사관)
- 영국 : 런던 (대사관)

## 대표부
- 포괄적 핵실험 금지 기구 (빈)
- 유럽 평의회 (파리)
- 유럽 자유 무역 연합 (제네바)
- 유럽 연합 (브뤼셀)
- 국제 원자력 기구 (빈)
- 북대서양 조약 기구 (브뤼셀)
- 유엔 (뉴욕)
- 유네스코 (파리)
- 세계무역기구 (제네바)

## 같이 보기
- 아이슬란드 주재 외국공관 목록